# あの人に会いたい
『あの人に会いたい』（あのひとにあいたい）は、NHKで2004年4月11日から10分間放送されている教養番組。放送上のタイトルは『NHK映像ファイル あの人に会いたい「（出演者名）」』。

## 概要
番組では日本を支えた各界の有識者や俳優・歌手といった著名人を毎回1名ずつ取り上げ、その人物の功績や存命時の人となりや活動風景などを女性アナウンサーのナレーションとNHKが保存している映像ライブラリーの中から発掘したその人物が、出演したインタビューやドキュメントの映像により紹介していく。テーマ音楽は冨田勲（～2008年）、樋口康雄（2009年～）がそれぞれ手掛けている。2009年から題字・オープニングアニメが変更された。
取り上げられる人の多くは各界の第一人者であり、時代の先駆者として新たな価値観を生み出すまでの悟りの境地とも言える体験談がインタビューの端々で紹介される。
開始当初からのデジタル放送と、2010年度からのアナログ放送はレターボックス16:9であるので、資料映像の多くで放送されている4:3画像についてはサイドパネルがある。
NHKアーカイブスポータル内の番組ホームページから、過去の放送内容を見ることも可能。

## 見所
出演者の生誕時期が明治中期～昭和前期であること、活躍していた時期が日本のテレビ放送の草創期に当たることから貴重なテレビ映像を資料として用いることがあり、日本の放送文化の史料価値、映像から往時の服装や人物の生活風景、成人に至るまでの数々の写真等々から風俗などを窺い知ることができる。

## ナレーション
- 岩槻里子（第1回〜第41回）
- 兼清麻美（第42回〜第227回）
- 森山春香（第228回〜第385回）
- 井上あさひ（第386回〜第423回）
- 鈴木奈穂子（第424回〜第502回）
- 柘植恵水（第503回〜第653回）
- 片山千恵子、合原明子（第654回〜）

※兼清がナレーターを務めた時期に極わずかであるが大沼ひろみがナレーターをした回もあった。
- 片山千恵子、首藤奈知子

## 放送時間
太字は初回放送の放送時間。2008 - 2009年実施の教育テレビのアンコールは前年度までに放映された番組の中から、初回放送で紹介した人物との関連性が高い人物を選んで再放送したものである。
| 年度            | 総合テレビ                                  | 教育テレビ             | 教育テレビ             | BS2                   | BS hi                                         |  |
| 年度            | 総合テレビ                                  | 本放送                 | アンコール放送         | BS2                   | BS hi                                         |  |
| --------------- | ------------------------------------------- | ---------------------- | ---------------------- | --------------------- | --------------------------------------------- |  |
| 2004年          | 毎週土曜 11:40 - 11:50                      | 毎週日曜 19:45 - 19:55 | 放映無し               | 毎週金曜 9:50 - 10:00 | 放映無し                                      |  |
| 2005年          | 毎週土曜 11:40 - 11:50                      | 毎週日曜 19:45 - 19:55 | 放映無し               | 毎週金曜 9:50 - 10:00 | 放映無し                                      |  |
| 2006年          | 毎週土曜 11:40 - 11:50                      | 毎週日曜 19:45 - 19:55 | 放映無し               | 毎週金曜 9:50 - 10:00 | 放映無し                                      |  |
| 2007年          | 毎週日曜 11:20 - 11:30                      | 毎週土曜 19:30 - 19:40 | 放映無し               | 毎週金曜 9:50 - 10:00 | 放映無し                                      |  |
| 2008年          | 毎週土曜 5:40 - 5:50                        | 毎週火曜 14:30 - 14:40 | 毎週火曜 14:40 - 14:50 | 毎週金曜 9:50 - 10:00 | 放映無し                                      |  |
| 2009年          | 毎週火曜 22:50 - 23:00                      | 毎週火曜 14:30 - 14:40 | 毎週火曜 14:40 - 14:50 | 毎週金曜 9:50 - 10:00 | 放映無し                                      |  |
| 2010年          | 毎週日曜 14:45 - 14:55                      | 放映無し               | 放映無し               | 放映無し              | 毎週火曜 14:45 - 14:55 毎週水曜 18:45 - 18:55 |  |
| 2011年          | 毎週土曜 5:40 - 5:50 毎週金曜 11:20 - 11:30 | 放映無し               | 放映無し               | 放映無し              | 2011年3月31日で廃止                           |  |
| 2012年 - 2017年 | 毎週土曜 5:40 - 5:50 毎週金曜 11:20 - 11:30 | 放映無し               | 放映無し               | 放映無し              | 放映無し                                      |  |
| 2018年 - 2021年 | 毎週土曜 5:40 - 5:50 毎週金曜 11:20 - 11:30 | 毎週金曜 13:50 - 14:00 | 放映無し               | 放映無し              | 放映無し                                      |  |
| 2022年          | 毎週土曜 5:40 - 5:50                        | 放映無し               | 放映無し               | 放映無し              | 放映無し                                      |  |

## 出演者
五十音順。毎週新作が放送されるとは限らず、過去に取り上げた人物が再び放送されることも少なくない。
なお（ ）内の数字は放映ナンバー。

### あ行
- 愛川欽也（450）…俳優・タレント
- 相田みつを（296）…書家
- 青木龍山（254）…陶芸家
- 赤木春恵（611）…俳優
- 赤﨑勇（710）…工学者
- 赤瀬川原平（416）…前衛芸術家、作家
- 赤塚不二夫（232）…漫画家
- 赤松良子（712）…官僚
- 阿川弘之（506）…作家
- あき竹城（700）…俳優
- 秋田實（355）…漫才作家
- 秋山庄太郎（73）…写真家
- 阿久悠（166）…作詞家
- 朝丘雪路（550）…俳優、歌手
- 浅香光代（620）…俳優
- 朝倉摂（406）…舞台美術家、画家
- 朝比奈隆（138）…指揮者
- 浅利慶太（553）…演出家
- 芦田淳（559）…ファッションデザイナー
- 芦野宏（380）…シャンソン歌手
- 芦屋雁之助（536）…俳優
- 梓みちよ（598）…歌手
- 吾妻徳穂（540）…舞踏家
- 渥美清（151）…俳優
- 安部公房（88）…作家
- 安部譲二（587）作家
- 天野祐吉（383）…コラムニスト
- 天本英世（244）…俳優
- 鮎川誠（692）…ギタリスト
- 新井満（655）…作家
- 嵐寛寿郎（107）…俳優
- 荒川修作（372）…現代美術家
- 荒川博（498）…プロ野球選手、コーチ
- 荒畑寒村（183）…社会主義運動家
- 粟津潔（279）…グラフィックデザイナー
- 淡島千景（322）…俳優
- 淡谷のり子（74）…歌手
- 安藤百福（270）…実業家
- 安野光雅（624）…画家・絵本作家
- 飯田深雪（153）…料理研究家
- 飯田龍太（168）…俳人
- 五十嵐喜芳（353）…声楽家
- いかりや長介（148）…コメディアン
- 池田満寿夫（81）…画家・版画家
- イサム・ノグチ（108）…彫刻家
- 石井桃子（177）…児童文学者
- 石井好子（260）…シャンソン歌手
- 石岡瑛子（508）…アートディレクター
- 石垣綾子（199）…評論家
- 石垣りん（285）…詩人
- 石川達三（36）…作家
- 石坂洋次郎（29）…作家
- いしだあゆみ（748）…歌手、俳優
- 石津謙介（68）…ファッションデザイナー
- 石ノ森章太郎（58）…漫画家
- 石橋湛山（51）…政治家

- 石原裕次郎（222）…俳優
- 石牟礼道子（541）…作家
- 石本美由起（337）…作詞家
- 伊集院静（719）…作家
- 伊丹十三（212）…映画監督
- 市川右太衛門（147）…俳優
- 2代目市川猿翁（721）…歌舞伎俳優
- 市川崑（185）…映画監督
- 市川昭介（258）…作曲家
- 市川森一（298）…脚本家
- 12代目市川團十郎（487）…歌舞伎俳優
- 市川房枝（21）…婦人運動家、政治家
- 市田ひろみ（672）…服飾評論家
- 市橋とし子（607）…人形作家
- 市原悦子（565）…俳優
- 糸川英夫（115）…宇宙工学者
- 稲尾和久（169）…プロ野球選手
- 稲垣浩（595）…映画監督
- 稲盛和夫（673）…実業家
- 犬養孝（120）…国文学者
- 犬養道子（524）…評論家
- 井上ひさし（266）…作家
- 井上光晴（439）…作家
- 四世井上八千代（306）…舞踊家
- 井上靖（72）…作家
- 猪熊弦一郎（243）…画家
- 井深大（136）…実業家
- 伊福部昭（398）…作曲家
- 井伏鱒二（98）…作家
- 今西錦司（7）…生物学者
- 十三代今泉今右衛門（379）…陶芸家
- 今村昌平（336）…映画監督
- 忌野清志郎（292）…ロックミュージシャン
- 入江泰吉（286）…写真家
- 色川武大（178）…作家
- 岩城宏之（119）…指揮者
- 岩谷時子（485）…作詞家
- いわむらかずお（744）…絵本作家
- 植木等（164）…コメディアン、俳優
- 上田利治（520）…プロ野球選手、監督
- 植田正治（311）…写真家
- 上村松篁（392）…日本画家
- 植村直己（48）…冒険家
- 上山春平（400）…哲学者
- 宇沢弘文（409）…経済学者
- 内田康夫（544）…作家
- 内橋克人（648）…経済評論家
- 宇津井健（402）…俳優
- 宇野重吉（123）…俳優、演出家
- 宇野千代（41）…作家
- 楳図かずお（739）…漫画家
- 梅原猛（564）…哲学者
- 梅原龍三郎（47）…画家
- 永六輔（486）…放送作家
- 江上波夫（128）…東洋史学者
- 榮久庵憲司（429）…インダストリアルデザイナー
- 枝元なほみ（747）…料理研究家
- 3代目江戸家猫八（82）…声帯模写、俳優

- 江波杏子（579）…俳優
- 榎本健一（19）…喜劇俳優
- 海老一染之助・染太郎（535）…曲芸師
- 円地文子（305）…作家
- 遠藤周作（10）…作家
- 遠藤実（245）…作曲家
- 大石又七（638）…第五福竜丸元乗組員
- 大江健三郎（690）…作家
- 大江巳之助（57）…文楽人形師
- 大岡昇平（15）…作家
- 大岡信（514）…詩人
- 大賀典雄（454）…実業家
- 大沢啓二（359）…プロ野球選手、監督
- 大島渚（428）…映画監督
- 大杉漣（538）…俳優
- 大田昌秀（512）…参議院議員、沖縄県知事
- 大滝秀治（339）…俳優
- 大中恩（601）…作曲家
- 大西巨人（441）…作家
- 大西鐡之祐（393）…ラグビー日本代表監督
- 大西良慶（6）…僧侶
- 大野一雄（257）…舞踏家
- 大野晋（198）…国語学者
- 大場松魚（324）…漆芸家
- 大橋鎭子（481）…編集者
- 大橋純子（706）…歌手
- 大林宣彦（604）…映画監督
- 大村はま（97）…国語教師
- 大森一樹（677）…映画監督
- 大宅壮一（272）…評論家
- 大山康晴（16）…将棋棋士
- 大山のぶ代（742）…声優
- 岡潔（208）…数学者
- 岡田嘉子（192）…俳優、演出家
- 緒方貞子（588）…国連難民高等弁務官
- 緒形拳（200）…俳優
- 岡野俊一郎（526）…日本サッカー協会会長
- 岡部伊都子（229）…随筆家
- 岡村喬生（626）…オペラ歌手
- 岡本太郎（14）…画家
- 荻須高徳（522）…画家
- 奥田良三（425）…声楽家
- 奥むめお（205）…婦人運動家
- 奥村彪生（707）…料理研究家
- 奥村土牛（160）…日本画家
- 小倉遊亀（23）…日本画家
- 尾崎一雄（255）…作家
- 尾崎紀世彦（319）…歌手
- 長田弘（436）…詩人
- 小山内美江子（726）…脚本家
- 大佛次郎（421）…作家、小説家
- 小沢昭一（346）…俳優
- 小澤征爾（715）…指揮者
- 小田実（159）…作家、市民運動家
- 小田稔（466）…天文学者
- 織田幹雄（53）…陸上競技選手
- 乙羽信子（215）…女優
- 2代目尾上松緑（131）…歌舞伎俳優
- 小野田寛郎（387）…陸軍少尉

### か行
- 開高健（46）…作家
- かこさとし（548）…絵本作家
- 鹿児島寿蔵（351）…人形作家
- 笠谷幸生（729）…スキージャンプ選手
- 加島祥造（533）…詩人
- 柏戸剛（505）…力士、第47代横綱
- 春日八郎（724）…歌手
- 片岡千恵蔵（531）…俳優
- 13代目片岡仁左衛門（241）…歌舞伎俳優
- 片岡球子（274）…日本画家
- 加太こうじ（435）…紙芝居作家、評論家
- 桂歌丸（551）…落語家
- 2代目桂小金治（727）…落語家
- 2代目桂枝雀（211）…落語家
- 3代目桂米朝（443）…落語家
- 桂由美（723）…ファッションデザイナー
- 角谷一圭（155）…釜師
- 加藤和彦（517）…音楽プロデューサー
- 加藤剛（554）…俳優
- 加藤周一（210）…評論家、作家
- 加藤武（462）…俳優
- 加藤唐九郎（17）…陶芸家
- 加藤治子（468）…女優
- 加藤芳郎（167）…漫画家
- 金栗四三（566）…マラソン選手
- 金子兜太（555）…俳人
- 金子光晴（64）…詩人
- 金田正一（589）…野球選手
- 兼高かおる（571）…旅行ジャーナリスト
- 亀倉雄策（405）…グラフィックデザイナー
- 萱野茂（396）…アイヌ文化研究者
- 加山又造（326）…日本画家
- 唐十郎（722）…演出家・劇作家・俳優
- 河合隼雄（248）…臨床心理学者
- 河合雅雄（633）…霊長類学者
- 川上哲治（382）…プロ野球選手・プロ野球監督
- 川喜多かしこ（447）…映画人・川喜多記念映画文化財団創設者
- 川口松太郎（163）…作家
- 河島英五（171）…シンガーソングライター
- 川谷拓三（231）…俳優
- 川田正子（112）…童謡歌手
- 河西昌枝（403）…バレーボール選手
- 川端康成（134）…作家
- 川本喜八郎（331）…人形美術家、人形アニメーション作家
- 樹木希林（561）…俳優
- 菊田一夫（59）…劇作家
- 岸朝子（451）…食生活ジャーナリスト
- 岸田今日子（162）…俳優
- 北杜夫（299）…作家
- 北の湖敏満（463）…力士
- 北の富士勝昭（740）…力士
- 北林谷栄（284）…俳優
- 北御門二郎（529）…翻訳家
- 北村西望（104）…彫刻家

- 衣笠貞之助（207）…映画監督
- 衣笠祥雄（547）…プロ野球選手
- 木下惠介（35）…映画監督
- 木下順二（370）…劇作家
- 木原光知子（404）…水泳選手、スイミングアドバイザー
- 金達寿（189）…作家
- 喜味こいし（280）…漫才師
- 木村伊兵衛（40）…写真家
- 木村秀政（449）…航空エンジニア
- 邱永漢（325）…作家、経済評論家
- 京唄子（519）…俳優、漫才師
- きんさんぎんさん（132）
- 金田一京助（25）…国語学者
- 金田一春彦（287）…国語学者
- 草野心平（69）…詩人
- 草柳大蔵（256）…ジャーナリスト
- 久保田一竹（335）…染色家
- 熊井啓（479）…映画監督
- 熊谷守一（149）…日本画家
- 熊倉一雄（459）…俳優・演出家・声優
- 熊田千佳慕（269）…絵本画家
- 久里洋二（753）…アニメーション作家
- 車谷長吉（469）…作家
- 黒岩重吾（234）…作家
- 黒川紀章（221）…建築家
- 黒木和雄（362）…映画監督
- 黒澤明（226）…映画監督
- 桑原武夫（437）…フランス文学者
- ケーシー高峰（575）…漫談家
- 呉清源（419）…囲碁棋士
- 小泉清子（574）…着物研究家
- 小泉淳作（542）…日本画家
- 小出義雄（573）…マラソン指導者
- 幸田文（85）…作家、随筆家
- 古賀忠道（109）…上野動物園園長
- 古賀稔彦（643）…柔道選手
- 古賀政男（4）…作曲家
- 5代目古今亭志ん生（80）…落語家
- 3代目古今亭志ん朝（246）…落語家
- 越路吹雪（609）…歌手
- 小篠綾子（293）…ファッションデザイナー
- 小柴昌俊（619）…物理学者
- 五所平之助（623）…映画監督
- 古関裕而（572）…作曲家
- 小平邦彦（397）…数学者
- 児玉清（282）…俳優
- 琴櫻傑將（464）…力士
- 小林亜星（634）…作曲家
- 小林カツ代（391）…料理研究家
- 小林桂樹（318）…俳優
- 小林陽太郎（493）…実業家
- 小松左京（290）…SF作家
- 小松政夫（617）…コメディアン
- 今敏（750）…アニメーション監督
- 今東光（49）…僧侶、作家
- 近藤芳美（525）…歌人

### さ行
- 栽弘義（472）…沖縄水産高校野球部監督
- 崔洋一（680）…映画監督
- 西郷輝彦（651）…俳優・歌手
- 西城秀樹（549）…歌手
- 西條八十（56）…作詞家
- 財津一郎（711）…俳優
- 斉藤茂太（196）…精神科医
- さいとう・たかを（650）…漫画家
- 斉藤仁（424）…柔道選手
- 斎藤史（188）…歌人
- 佐伯チズ（612）…美容家
- 早乙女勝元（669）…作家
- 酒井政利（640）…音楽プロデューサー
- 酒井雄哉（502）…僧侶
- 十四代酒井田柿右衛門（414）…陶芸家
- 堺屋太一（570）…作家
- 坂上二郎（283）…コメディアン
- 榊莫山（264）…書家
- 坂田栄男（313）…囲碁棋士
- 4代目坂田藤十郎（639）…歌舞伎俳優
- 坂本スミ子（627）…歌手・俳優
- 坂本龍一（697）…音楽家
- 佐川満男（734）…俳優
- 佐木隆三（458）…作家
- さくらももこ（557）…漫画家
- 笹沢左保（251）…作家
- 笹本恒子（671）…写真家
- 笹森恵子（749）…平和運動家
- 佐治敬三（111）…実業家
- 佐多稲子（137）…作家
- サトウサンペイ（641）…漫画家
- 佐藤しのぶ（596）…声楽家
- 佐藤忠男（660）…映画評論家
- 佐藤忠良（288）…彫刻家
- 佐藤初女（509）…社会福祉活動家
- 佐藤春夫（142）…詩人・作家
- 里見弴（113）…作家
- 佐野洋子（275）…絵本作家
- 猿橋勝子（173）…地球科学者
- 沢村貞子（92）…女優
- 3代目三遊亭圓歌（513）…落語家
- 6代目三遊亭圓生（583）…落語家
- 5代目三遊亭圓楽（236）…落語家
- C・W・ニコル（603）…作家
- 志賀直哉（217）…作家
- 宍戸錠（594）…俳優
- 雫石とみ（206）…作家
- 四世 茂山千作（367）…狂言師
- 篠田桃紅（628）…美術家
- 篠田正浩（752）…映画監督
- 司馬遼太郎（38、233）…作家
- 柴田トヨ（375）…詩人
- 島秀雄（349）…鉄道技術者
- 島岡吉郎（126）…明治大学野球部監督

- 島倉千代子（386）…歌手
- 島田正吾（182）…俳優
- 清水公照（277）…僧侶
- 志村けん（630）…コメディアン
- 下村脩（562）…生物学者
- ジャイアント馬場（106）…プロレスラー
- 5代目春風亭柳昇（440）…落語家
- 正司歌江（714）…漫才師・俳優
- 3代目笑福亭仁鶴（652）…落語家
- ジョージ川口（71）…ジャズドラマー
- 白井義男（116）…プロボクサー
- 白川静（150）…漢文学者
- 白川義員（664）…写真家
- 白洲正子（139）…作家
- 白簱史朗（593）…写真家
- 城山三郎（156）…作家
- 新藤兼人（320）…映画監督・脚本家
- 新村出（176）…国語学者
- 菅井きん（558）…俳優
- 菅原文太（417）…俳優
- 杉浦直樹（300）…俳優
- 杉原輝雄（301）…プロゴルファー
- 杉村春子（39）…俳優
- 杉本健吉（333）…画家
- 杉本苑子（516）…作家
- すぎやまこういち（665）…作曲家
- 鈴木清順（507）…映画監督
- 鈴木大拙（18）…宗教哲学者
- 鈴木登紀子（629）…料理研究家
- 鈴木真砂女（127）…俳人
- 須田剋太（343）…画家
- 住井すゑ（187）…作家
- 関牧翁（103）…僧侶
- 清家清（125）…建築家
- 瀬戸内寂聴（647）…作家・僧侶

### た行
- ターシャ・テューダー（539）…絵本作家・園芸家
- 大鵬幸喜（411）…力士
- 平良とみ（473）…俳優
- 高木仁三郎（448）…物理学者
- 高木東六（334）…作曲家
- 高倉健（488）…俳優
- 高島忠夫（585）…俳優・司会者
- 高田賢三（618）…ファッションデザイナー
- 高田好胤（133）…僧侶
- 高田ユリ（456）…消費者運動家
- 高田渡（427）…フォークシンガー
- 高野悦子（348）…岩波ホール総支配人
- 貴ノ花利彰（431）…力士
- 高橋治（445）…作家
- 高橋国光（672）…レーシングドライバー
- 高橋竹山（28）…津軽三味線演奏者
- 高橋幸宏（686）…ミュージシャン
- 高畑勲（543）…アニメーション監督
- 高見のっぽ（693）…俳優
- 高峰秀子（371）…俳優
- 高峰三枝子（365）…俳優
- 高柳健次郎（45）…科学者
- 髙山辰雄（310）…日本画家
- 5代目宝井馬琴（31）…講談師
- 田河水泡（3）…漫画家
- 宝田明（658）…俳優
- 滝沢修（114）…俳優・演出家
- 竹内均（60）…地球物理学者
- 武満徹（42）…作曲家
- 武原はん（26）…舞踊家
- 竹山洋（704）…脚本家
- 多湖輝（474）…心理学者
- 多田富雄（312）…免疫学者
- 立花隆（636）…評論家
- 辰巳柳太郎（165）…俳優
- 立川談志（309）…落語家
- 立松和平（247）…作家
- 田名網敬一（733）…グラフィックデザイナー・芸術家
- 田中邦衛（631）…俳優
- 田中澄江（388）…脚本家・作家
- 田中好子（308）…歌手・俳優
- 田辺一鶴（580）…講談師
- 田辺聖子（577）…作家
- 谷啓（267）…コメディアン・俳優
- 谷川俊太郎（737）…詩人
- 谷口ジロー（705）…漫画家
- 谷口稜曄（528）…日本原水爆被害者団体協議会代表委員
- 谷崎潤一郎（152）…作家

- 谷村新司（709）…シンガーソングライター
- 田沼武能（668）…写真家
- 田畑ヨシ（678）…津波語り部
- 田端義夫（354）…歌手
- 田部井淳子（496）…登山家
- 玉川スミ（345）…三味線漫談家
- 田谷力三（158）…オペラ歌手
- 玉ノ海梅吉（204）…力士
- 俵萌子（401）…評論家・エッセイスト
- 團伊玖磨（77）…作曲家
- 丹下健三（467）…建築家・都市計画家
- 丹波哲郎（228）…俳優
- 地井武男（323）…俳優
- 千葉真一（644）…俳優
- 帖佐美行（83）…彫金家
- 千代の富士貢（482）…力士
- 陳建一（691）…料理人
- 14代沈壽官（605）…陶芸家
- 陳舜臣（432）…作家
- つかこうへい（262）…演出家・劇作家
- 津川雅彦（602）…俳優
- 辻嘉一（96）…料理研究家
- 辻村寿三郎（688）…人形作家
- 蔦文也（273）…元徳島県立池田高等学校野球部監督
- 土本典昭（196）…記録映画監督
- 堤清二（492）…実業家・作家
- 坪井直（649）…元日本原水爆被害者団体協議会代表委員
- 津本陽（546）…作家
- 都留重人（411）…経済学者
- 鶴岡一人（43）…プロ野球監督
- 鶴田浩二（117）…俳優
- 鶴見和子（130）…社会学者
- 鶴見俊輔（444）…哲学者、評論家
- ディック・ミネ（252）…歌手

- 勅使河原宏（235）…華道家元・映画監督
- 手塚治虫（22）…漫画家
- 寺内タケシ（635）…ギタリスト
- 寺田農（720）…俳優
- 寺山修司（37、218）…詩人
- 照屋林助（240）…音楽家・漫談家
- 土井勝（356）…料理研究家
- 塔和子（471）…詩人
- 東松照明（358）…写真家
- 時実新子（376）…川柳作家
- 常盤新平（685）…翻訳家・作家
- 栃錦清隆（55）…力士
- 徳川夢声（105）…漫談家
- 土光敏夫（32）…実業家
- ドナルド・キーン（568）…日本文学研究者
- 冨田勲（476）…作曲家・シンセサイザー奏者
- 豊田英二（708）…実業家

### な行
- 永井一郎（426）…声優
- 永井路子（687）…作家
- 中尾彬（731）…俳優
- 長岡輝子（289）…俳優・演出家
- 中川一政（175）…画家
- 13代中里太郎右衛門（317）…陶芸家
- 中里恒子（327）…作家
- 中沢啓治（361）…漫画家
- 長沢節（86）…画家・イラストレーター
- 中島宏（556）…陶芸家
- 中島らも（216）…作家
- 中田喜直（364）…作曲家
- 中西悟堂（12）…野鳥研究家
- なかにし礼（621）…作詞家
- 長沼健（193）…元日本サッカー協会会長
- 中野孝次（230）…作家
- 6代目中村歌右衛門（157）…歌舞伎俳優
- 4代目中村梅之助（465）…歌舞伎俳優
- 18代目中村勘三郎（373）…歌舞伎俳優
- 2代目中村吉右衛門（698）…歌舞伎俳優
- 中村哲（592）…医師
- 5代目中村富十郎（302）…歌舞伎俳優
- 中村元（84）…哲学者
- 中村八大（537）…作曲家
- 中村紘子（483）…ピアニスト
- 中村文子（433）…市民運動家
- 中村メイコ（716）…俳優・タレント
- 那須正幹（689）…児童文学作家

- なだいなだ（394）…作家、精神科医
- 夏樹静子（475）…作家
- 夏八木勲（369）…俳優
- 奈良岡朋子（695）…俳優
- 奈良原一高（608）…写真家
- 南部忠平（477）…三段跳び選手
- 名和秀雄（360）…昆虫研究家
- 西江雅之（452）…言語学者・文化人類学者
- 西岡常一（89）…宮大工
- 西澤潤一（569）…工学者
- 西田修平（316）…陸上競技選手
- 西田敏行（741）… 俳優
- 西堀栄三郎（34）…科学者
- 西村京太郎（676）…作家
- 西村賢太（674）…作家
- 西村公朝（70）…仏像彫刻家
- 蜷川幸雄（495）…演出家
- 丹羽文雄（239）…作家
- 沼田鈴子（315）…被曝語り部
- 野上弥生子（33）…作家
- 野際陽子（515）…俳優
- 野坂昭如（489）…作家
- 野田知佑（663）…カヌーイスト、作家
- 野平祐二（154）…競馬騎手・調教師
- 野見山暁治（699）…洋画家
- 野村克也（599）…プロ野球選手

### は行
- 灰田勝彦（121）…歌手
- 灰谷健次郎（213）…児童文学者
- 橋田壽賀子（632）…脚本家
- 橋本治（582）…作家
- 橋本忍（552）…脚本家
- 長谷川一夫（54）…俳優
- 長谷川和夫（653）…精神科医
- 長谷川恒男（357）…登山家
- 畑正憲（694）…作家
- 畠山重篤（751）…カキ養殖家
- 服部幸應（738）…料理研究家
- 服部良一（174）…作曲家
- 埴谷雄高（191）…作家
- 浜口庫之助（99）…作曲家
- 濱田庄司（94）…陶芸家
- 濱谷浩（378）…写真家
- 早川一光（597）…医師
- 早坂暁（530）…脚本家
- 林京子（527）…作家
- 林忠彦（194）…写真家
- 林芙美子（44）…作家
- 林隆三（422）…俳優
- 原田泰治（657）…画家
- 原田正純（344）…医師
- 原田芳雄（303）…俳優
- 伴淳三郎（637）…俳優
- 半藤一利（622）…作家
- 10代目坂東三津五郎（453）…歌舞伎俳優
- 東山魁夷（8）…日本画家
- 樋口廣太郎（491）…実業家
- 日高敏隆（374）…動物行動学者
- 日高六郎（560）…社会学者
- 左とん平（545）…俳優
- 日野原重明（518）…医師
- 姫田忠義（376）…記録映像作家
- 平幹二朗（501）…俳優
- 平岩弓枝（702）…作家
- 平尾誠二（490）…ラグビー選手
- 平尾昌晃（521）…作曲家
- 平川唯一（646）…ラジオ英会話講師
- 平櫛田中（140）…彫刻家
- 平山郁夫（263）…画家
- 深作欣二（578）…映画監督
- 福井謙一（407）…化学者
- 福岡正信（271）…自然農法実践家
- 福沢一郎（504）…画家
- 福田繁雄（330）…グラフィックデザイナー
- 福永光司（181）…中国哲学者
- 福本清三（625）…俳優

- 藤子・F・不二雄（100）…漫画家
- 藤子不二雄Ⓐ（659）…漫画家
- フジコ・ヘミング（728）…ピアニスト
- 藤沢秀行（261）…囲碁棋士
- 藤田喬平（385）…ガラス工芸家
- 藤田まこと（278）…俳優
- 藤田まさと（484）…作詞家
- 藤田元司（329）…プロ野球選手、監督
- 藤間紫（220）…舞踊家、俳優
- 藤村富美男（145）…プロ野球選手
- 藤本義一（341）…作家
- 藤山一郎（62）…歌手
- 藤山寛美（63）…喜劇俳優
- 二葉あき子（478）…歌手
- 双葉山定次（24）…力士
- 舟越桂（730）…彫刻家
- 舟越保武（253）…彫刻家
- 船村徹（503）…作曲家
- フランク永井(342)…歌手
- 古橋廣之進（281）…水泳選手
- 降旗康男（586）…映画監督
- 古谷一行（684）…俳優
- ペギー葉山（511）…歌手
- 辺見じゅん（438）…歌人、作家
- 北條秀司（338）…劇作家
- 坊屋三郎（654）…コメディアン
- 星野仙一（534）…プロ野球監督
- 星野哲郎（268）…作詞家
- 星野富弘（725）…詩人・画家
- 星野道夫（118）…写真家
- 堀田力（746）…検察官、福祉事業家
- 堀田善衛（224）…作家
- 堀文子（567）…日本画家
- 堀口大學（184）…詩人
- 堀場雅夫（480）…実業家
- 本田宗一郎（9）…実業家
- 本田美奈子.（610）…歌手

### ま行
- 前田青邨（202）…画家
- 前畑秀子（78）…水泳選手
- マザーテレサ（214）…修道女
- 増井光子（259）…獣医師・動物園園長
- 益川敏英（645）…物理学者
- 益田喜頓（110）…喜劇俳優
- 升田幸三（170）…将棋棋士
- 増山たづ子（442）…写真家
- 松岡正剛（735）…編集者・著述家
- 松方弘樹（532）…俳優
- 松下幸之助（50）…実業家
- 松田権六（143）…漆芸家
- 松田優作（581）…俳優
- 松平康隆（455）…バレーボール日本男子代表監督
- 松谷みよ子（430）…児童文学作家
- 松原泰道（237）…僧侶
- 松本清張（75）…作家
- 松本零士（686）…漫画家
- 松山恵子（291）…歌手
- まど・みちお（389）…詩人
- 丸岡秀子（457）…社会評論家
- 丸木俊（67）…画家
- 三浦綾子（93）…作家
- 三浦敬三（295）…プロスキーヤー
- 三岸節子（95）…画家
- 三木たかし（563）…作曲家
- 三木のり平（242）…俳優・演出家
- 三國連太郎（363）…俳優
- 三島由紀夫（5）…作家
- 水上勉（66）…作家
- 水木一郎（683）…歌手
- 水木しげる（460）…漫画家
- 水島新司（656）…漫画家
- 初代水谷八重子（52）…俳優

- 水の江瀧子（238）…俳優・プロデューサー
- 美空ひばり（347）…歌手
- 緑川洋一（420）…写真家
- 三波春夫（135）…歌手
- 三橋美智也（395）…歌手
- 三船敏郎（249）…俳優
- 宮尾登美子（418）…作家
- 宮川一夫（390）…映画カメラマン
- 宮川泰（470）…作曲家
- 宮城まり子（600）…歌手・学校法人ねむの木学園理事長
- ミヤコ蝶々（179）…俳優・漫才師
- 宮崎奕保（219）…僧侶
- 宮本常一（122）…民俗学者
- 椋鳩十（297）…児童文学作家
- 向田邦子（642）…脚本家
- 武者小路実篤（2）…作家
- ムッシュかまやつ（510）…ミュージシャン
- 棟方志功（11）…版画家
- むのたけじ（497）…ジャーナリスト
- 村上信夫（65）…シェフ
- 村田英雄（223）…歌手
- 村野藤吾（91）…建築家

- メイ牛山（275）…美容家
- 元永定正（352）…画家
- 森敦（350）…作家
- 森毅（265）…数学者
- 森英恵（675）…ファッションデザイナー
- 森光子（340）…俳優
- 森稔（461）…実業家
- 森口華弘（186）…友禅作家
- 森繁久彌（307）…俳優
- 盛田昭夫（20）…実業家
- 森瀧市郎（102）…哲学者
- 森田芳光（304）…映画監督
- 森永卓郎（743）…経済アナリスト
- 森村誠一（701）…作家
- 森本孝順（321）…僧侶
- 諸橋轍次（87）…漢学者
- モンキー・パンチ（576）…漫画家

### や行
- 柳生博（661）…俳優
- 矢口高雄（616）…漫画家
- 矢島稔（662）…昆虫研究家
- 八代亜紀（717）…歌手
- 安岡章太郎（366）…作家
- 八千草薫（590）…俳優
- 柳ジョージ（696）…ミュージシャン
- 柳田國男（141）…民俗学者
- 柳原和子（203）…ノンフィクション作家
- 柳家金語楼（172）…落語家・俳優
- 5代目柳家小さん（61）…落語家
- 10代目柳家小三治（666）…落語家
- やなせたかし（384）…漫画家
- 山内溥（494）…任天堂社長
- 山口小夜子（190）…ファッションモデル
- 山口仙二（399）…反核・平和運動家
- 山口昌男（423）…文化人類学者
- 山口洋子（415）…作詞家・作家
- 山口淑子（408）…俳優・政治家
- 山崎豊子（381）…作家
- 山下惣一（679）…作家
- 山階芳麿（101）…鳥類学者
- 山田五十鈴（332）…俳優
- 山田敬蔵（606）…マラソン選手
- 山田耕筰（124）…作曲家
- 山田太一（713）…脚本家
- 山田風太郎（146）…作家
- 山田無文（27）…僧侶
- 山野愛子（225）…美容研究家
- 山藤章二（736）…イラストレーター
- 山本寛斎（614）…ファッションデザイナー
- 山本コウタロー（681）…歌手
- 山本文緒（667）…作家
- 山本陽子（718）…俳優
- 梁石日（732）…作家
- 湯川秀樹（1）…物理学者

- 夢路いとし（129）…漫才師
- 横溝正史（201）…作家
- 横山大観（13）…日本画家
- 横山泰三（499）…漫画家
- 横山隆一（79）…漫画家
- 吉岡治（434）…作詞家
- 吉岡幸雄（591）…染色家
- 吉岡隆徳（523）…陸上競技選手
- 吉川英治（144）…作家
- 吉田茂（30）…政治家
- 吉田正（314）…作曲家
- 初代吉田玉男（180）…文楽人形遣い
- 吉田直哉（209）…テレビディレクター
- 吉田秀和（328）…音楽評論家
- 吉田ルイ子（745）…フォトジャーナリスト
- 吉武輝子（368）…作家・評論家
- 吉村昭（161）…作家
- 吉行あぐり（446）…美容家・エッセイスト
- 淀川長治（76）…映画評論家
- 米内山明宏（703）…日本ろう者劇団初代代表
- 米倉斉加年（410）…俳優・絵本作家
- 米沢富美子（584）…物理学者
- 米長邦雄（605）…将棋棋士
- 米原万里（250）…作家

### ら行
- 笠智衆（90）…俳優

### わ行
- 若乃花幹士 (初代)（294）…力士
- ワダ・エミ（670）…衣裳デザイナー
- 和田一夫（615）…実業家
- 渡辺和子（500）…修道女
- 渡辺淳一（413）…作家
- 渡辺徹（682）…俳優
- 渡辺はま子（197）…歌手
- 渡哲也（613）…俳優

## DVD
- NHK映像ファイル「あの人に会いたい」1/2008年7月16日発売/出演:湯川秀樹、田河水泡、遠藤周作、東山魁夷、柳家小さん、川端康成、榎本健一、松下幸之助
- NHK映像ファイル「あの人に会いたい」2/2008年7月16日発売/出演:竹内 均、横山隆一、土光敏夫、池田満寿夫、古今亭志ん生、司馬遼太郎、寺山修司、井深 大
- NHK映像ファイル「あの人に会いたい」3/2008年7月16日発売/出演:棟方志功、宇野重吉、ジャイアント馬場、三島由紀夫、高柳健次郎、佐治敬三、岡本太郎、植村直己
- NHK映像ファイル「あの人に会いたい」DVD-BOX/2008年7月16日発売/出演：1～3の人物、24名

販売元はポニーキャニオン

## 出版物
書籍
- あの人に会いたい/2008年10月28日発売/三島由紀夫、熊谷守一、湯川秀樹、里見弴（とん）、中西悟堂、植村直己、加藤唐九郎、辻嘉一、土光敏夫、田河水泡、高柳健次郎、などを収録、39名

出版社は新潮社